# Zerind, Arad
Zerind (în maghiară: Nagyzerénd) este satul de reședință al comunei cu același nume din județul Arad, Crișana, România.

## Așezare
Localitatea Zerind este situată în zona joasă a Câmpiei Crișurilor, la granița de vest a României, pe valea Crișului Negru, la o distanță de 56 km față de municipiul Arad.

## Istoric
Prima atestare documentară a localității Zerind datează din anul 1169.

## Economia
Economia este predominant agrară. Cultura plantelor și creșterea animalelor sunt sectoarele economice cele mai
dezvoltate. În ultimii ani s-a înregistrat o creștere semnificativă a activităților din sectorul economic terțiar.

## Turism
Dintre obiectivele turistice amintim aici fondul de vînătoare și pescuit de pe Crișul Negru.
Localitatea ar putea deveni un important punct de atracție turistică prin punerea în valoare a zăcămintelor de ape geotermale
ale subsolului.